# Temporada 1974-75 de los Phoenix Suns
La temporada 1974-75 fue la séptima de los Phoenix Suns en la NBA. La temporada regular acabó con 32 victorias y 50 derrotas, ocupando el octavo puesto de la Conferencia Oeste, no logrando clasificarse para los playoffs.

## Elecciones en elDraft
| Ronda | Puesto | Jugador       | Posición  | Nacionalidad   | Universidad      |
| ----- | ------ | ------------- | --------- | -------------- | ---------------- |
| 1     | 4      | John Shumate  | Ala-Pívot | Estados Unidos | Notre Dame       |
| 2     | 31     | Fred Saunders | Alero     | Estados Unidos | Syracuse         |
| 3     | 40     | George Gervin | Escolta   | Estados Unidos | Eastern Michigan |

## Temporada regular
| División Pacífico       | División Pacífico | División Pacífico | División Pacífico | División Pacífico | División Pacífico | División Pacífico | División Pacífico | División Pacífico |
| Equipo                  | G                 | P                 | %                 | PD                | Casa              | Fuera             | Neutral           |                   |
| ----------------------- | ----------------- | ----------------- | ----------------- | ----------------- | ----------------- | ----------------- | ----------------- | ----------------- |
| y-Golden State Warriors | 48                | 34                | .585              | –                 | 31–10             | 17–24             | 19–11             |                   |
| x-Seattle SuperSonics   | 43                | 39                | .524              | 5                 | 24–16             | 19–23             | 18–12             |                   |
| Portland Trail Blazers  | 38                | 44                | .463              | 10                | 29–13             | 9–31              | 16–14             |                   |
| Phoenix Suns            | 32                | 50                | .390              | 16                | 22–19             | 10–31             | 12–18             |                   |
| Los Angeles Lakers      | 30                | 52                | .366              | 18                | 21–20             | 9–32              | 10–20             |                   |

## Estadísticas
| Rk | Jugador          | Edad | P  | PT | MP   | TC   | TCI  | %TC  | TL  | TLI | %TL  | RO  | RD  | RT   | AS  | RB  | TAP | BP | FP  | PTS  |
| -- | ---------------- | ---- | -- | -- | ---- | ---- | ---- | ---- | --- | --- | ---- | --- | --- | ---- | --- | --- | --- | -- | --- | ---- |
| 1  | Charlie Scott    | 26   | 69 |    | 37.6 | 10.2 | 23.1 | .441 | 4.0 | 5.1 | .781 | 1.0 | 2.9 | 4.0  | 4.5 | 1.6 | 0.3 |    | 4.3 | 24.3 |
| 2  | Dennis Awtrey    | 26   | 82 |    | 34.6 | 4.1  | 8.8  | .470 | 1.6 | 2.4 | .677 | 3.0 | 5.6 | 8.6  | 4.2 | 0.7 | 0.6 |    | 2.8 | 9.9  |
| 3  | Dick Van Arsdale | 31   | 70 |    | 34.6 | 6.0  | 12.8 | .470 | 4.0 | 4.8 | .832 | 0.7 | 2.0 | 2.7  | 2.8 | 1.2 | 0.2 |    | 2.5 | 16.1 |
| 4  | Curtis Perry     | 26   | 79 |    | 34.0 | 5.5  | 11.6 | .477 | 2.3 | 3.2 | .719 | 4.4 | 7.5 | 11.9 | 2.4 | 1.4 | 1.0 |    | 3.6 | 13.4 |
| 5  | Keith Erickson   | 30   | 49 |    | 30.0 | 4.8  | 11.4 | .425 | 2.7 | 3.2 | .833 | 1.4 | 3.5 | 5.0  | 3.5 | 1.0 | 0.2 |    | 3.1 | 12.3 |
| 6  | Mike Bantom      | 23   | 82 |    | 27.3 | 5.1  | 11.1 | .461 | 2.3 | 3.2 | .714 | 2.6 | 4.2 | 6.7  | 1.9 | 0.8 | 0.6 |    | 3.3 | 12.5 |
| 7  | Gary Melchionni  | 24   | 68 |    | 22.5 | 3.4  | 7.9  | .430 | 1.7 | 2.1 | .809 | 0.7 | 2.1 | 2.8  | 2.3 | 0.7 | 0.2 |    | 1.7 | 8.5  |
| 8  | Greg Jackson     | 22   | 44 |    | 17.6 | 1.6  | 3.8  | .416 | 0.8 | 1.4 | .581 | 0.4 | 1.1 | 1.5  | 2.1 | 0.5 | 0.2 |    | 2.8 | 4.0  |
| 9  | Fred Saunders    | 23   | 69 |    | 15.3 | 2.6  | 5.9  | .433 | 1.0 | 1.4 | .695 | 1.2 | 2.5 | 3.7  | 1.2 | 0.6 | 0.2 |    | 2.2 | 6.1  |
| 10 | Earl Williams    | 23   | 79 |    | 13.2 | 2.1  | 5.0  | .414 | 0.6 | 1.3 | .437 | 2.0 | 3.8 | 5.8  | 1.2 | 0.4 | 0.4 |    | 1.8 | 4.7  |
| 11 | Nate Hawthorne   | 25   | 50 |    | 12.4 | 2.4  | 5.7  | .411 | 1.2 | 1.9 | .649 | 0.7 | 1.2 | 1.8  | 0.8 | 0.6 | 0.4 |    | 1.9 | 5.9  |
| 12 | Jim Owens        | 24   | 41 |    | 10.5 | 1.4  | 3.5  | .386 | 0.3 | 0.4 | .750 | 0.2 | 0.9 | 1.0  | 1.2 | 0.4 | 0.0 |    | 0.7 | 3.0  |
| 13 | Corky Calhoun    | 24   | 13 |    | 8.3  | 0.9  | 2.5  | .375 | 1.1 | 1.2 | .933 | 1.1 | 1.5 | 2.5  | 0.3 | 0.5 | 0.2 |    | 1.5 | 2.9  |

## Galardones y récords
| Jugador       | Galardón |
| Charlie Scott | All-Star |